# Porcelaine de Valentine
La manufacture de Valentine est une manufacture de porcelaine située à Valentine.

## Historique

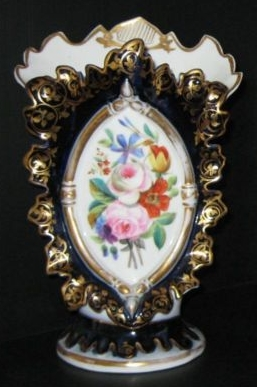
Vase en porcelaine de Valentine.

La manufacture de Valentine est créée à Valentine dans le département de la Haute-Garonne au début du XIXe siècle à la suite de la découverte d'un filon de kaolin dans la commune des Pyrénées centrales proche de Saint-Gaudens. Chassés par des ennuis politiques, d'anciens faïenciers de Moustiers-Sainte-Marie fondent une manufacture à Toulouse à l'aube du XIXe siècle. Dès 1820, la faïencerie Fouque et Arnoux, fabricants de faïence, place Saint-Sernin à Toulouse, compte soixante-dix ouvriers et une annexe à Valentine où les deux fabriques seront regroupées en 1835. Les innombrables forêts de feuillus des alentours permettent d'alimenter à peu de frais leurs voraces fours « Grand Feu ». La main-d'œuvre locale, instruite et bon marché, permet aussi un essor fulgurant de leur production,,,.
Les porcelaines de Valentine sont à pâte dure, d'un blanc pur, laiteux, à émail très brillant. Les plus belles pièces sont colorées au bleu de cobalt et au vert de chrome noyé dans la masse. Les décors sont très souvent enrichis de bouquets floraux et de filets d'or peints sur l’émail. Ces porcelaines, d'un très haut niveau technique avec leur façonnage précis et leurs délicieuses réserves fleuries, obtinrent les plus grands prix à l’Exposition internationale de Paris de 1837. À l'occasion de la remise des prix, le duc d'Orléans Ferdinand-Philippe s’engagea à rendre visite à la fabrique lors de son prochain voyage dans le Sud-Ouest,,,.

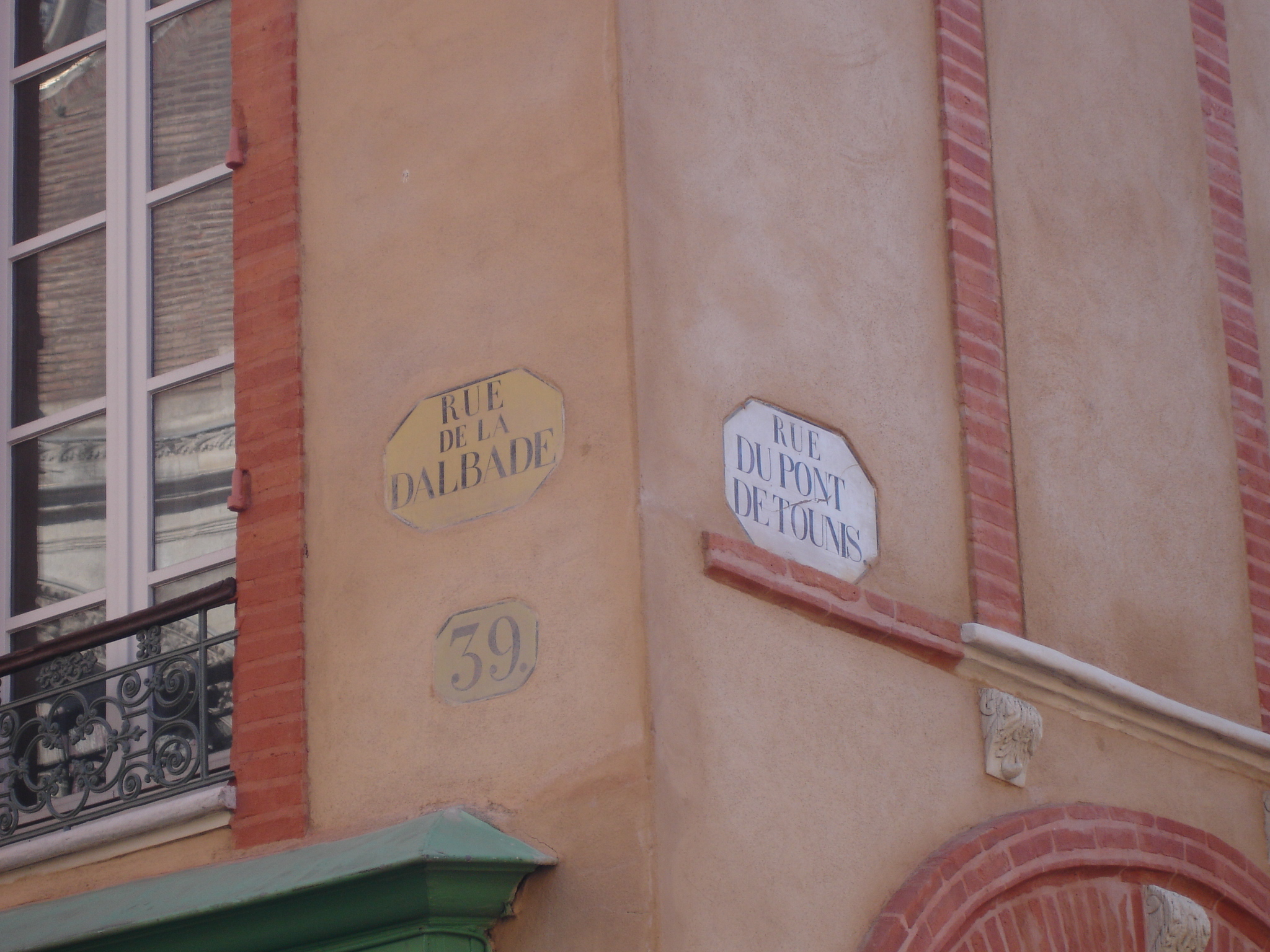
Anciennes plaques de rue de la faïencerie Fouque et Arnoux à Toulouse.

En 1815, la manufacture de faïence Fouque Arnoux de la place Saint-Sernin à Toulouse est chargée par la municipalité de la production de plaques de rue rectangulaires à angles tronqués destinées à permettre l'orientation dans la ville : les plaques jaunes indiquent que les rues sont parallèles à la Garonne, les blanches qu'elles sont perpendiculaires. Les numéros de rue partent de la Garonne. Elles sont remplacées en 1875 par les traditionnelles plaques en fonte émaillée blanc et bleu, complétées en 2002 par les plaques en occitan.